# Partido Renovador Laborista Brasileño
El Partido Renovador Laborista Brasileño (en portugués: Partido Renovador Trabalhista Brasileiro, PRTB) es un partido político brasileño. Su número electoral es el 28 y obtuvo su registro definitivo el 18 de febrero de 1997. De acuerdo con el programa divulgado en el sitio del partido, la principal bandera ideológica es el "laborismo participativo", en el que el capital pueda interactuar con el trabajo y establecer intereses mutuos, en vez de explotar el trabajo.
Su presidente fue Levy Fidelix, cuya idea principal es el proyecto de Monorriel, causante de polémicas en relación con su viabilidad y costo de implantación. El partido abrigó en 2000 al expresidente Fernando Collor de Mello, donde intentó presentarse a alcalde de San Pablo en las elecciones de aquel año, y su candidatura impugnada en vísperas del día de la elección, pero en 2002 se postula nuevamente para gobernador de Alagoas, pero no logra ganar y obtiene el segundo puesto con un 40% de votos. En 2004 apoyó a la exalcaldesa Marta Suplicy en su fracasado intento de reelección en la ciudad de São Paulo.
Alagoas es el único estado en que el PRTB tuvo importancia electoral, única y exclusivamente por la presencia de Fernando Collor de Mello en el partido. Después de haber recuperado sus derechos políticos, el expresidente intentó una candidatura al gobierno en 2002, en una coalición que le garantizaba bastante tiempo en el horario electoral, ya que estaba compuesta por el PFL, PTB, PPS y PPB, lo que, sin embargo, no pudo hacerlo vencer al gobernador reelecto Ronaldo Lessa.

En 2006, Collor concurrió al Senado, nuevamente por el PRTB, sin el apoyo oficial de ningún gran partido, habiendo entrado en la disputa tras el inicio de la propaganda electoral, sustituyendo al candidato anterior Givaldi Silva (un desconocido conductor de las Organizaciones Arnon de Mello). Collor venció en la elección y tomó posesión el 1 de febrero de 2007, el mismo día en que dejó el PRTB e ingresó en el PTB. En 2010, del PRTB fueron elegidos dos diputados federales, uno por el estado de Río de Janeiro, otro por Amapá, que al año siguiente dejaron al partido para ingresar al nuevo PSD. También en 2010, el PRTB lanzó a Levy Fidelix como candidato a la Presidencia de la República sin coaliciones, obteniendo 57.960 votos (0,06% del total) y quedando en 7º lugar. En la segunda vuelta hizo videos pidiendo votos para Dilma Rousseff así como anunció públicamente su apoyo a la entonces candidata. En noviembre de 2010, Levy Fidelix escribió en su sitio personal:
"El PRTB es un partido aliado al PT, apoyando a la candidata Dilma Rousseff en la segunda vuelta".
 En 2014, nuevamente Levy fue candidato a presidente y sin coaliciones, aumentando su votación a 446.878 votos (0,43%) pero continuando en el séptimo lugar. En las elecciones estatales, sin embargo, el PRTB estuvo en coaliciones fisiológicas, apoyando tanto a candidatos de partidos de la base del Gobierno Dilma, como a los que se oponían al mismo.
En el año 2018, el partido optó por renunciar a una candidatura propia a la presidencia para apoyar a Jair Bolsonaro del PSL, teniendo all general de reserva Antonio Hamilton Martins Mourão como el candidato a vicepresidente en la fórmula de Bolsonaro.
En el año 2022, optó por la misma fórmula renunciar a una candidatura propia a la presidencia para apoyar a Jair Bolsonaro del PSL, varios miembros de Partido Renovador Laborista Brasileño (como el general de reserva Antonio Hamilton Martins Mourão) fueron en las listas en la fórmula de Bolsonaro.

## Historia
Proviene de miembros del extinto PTR, partido que funcionó entre 1985 y 1993, que se había fusionado con el PST, originando el PP. Este grupo, liderado por Levy Fidelix, ya había intentado organizar el PTRB, que sólo participó en las elecciones de 1994. El PTR reivindica el legado e ideario político de Fernando Ferrari, fundador del MTR y disidente del PTB y del laborismo de Getúlio Vargas.

## Organización

### Programa partidario e ideológico
El partido defiende el laborismo, ideología históricamente asociada a la izquierda política y Getúlio Vargas, pero en el caso del PRTB, el partido sigue la línea janista del laborismo, que es conservadora en su esencia.
El partido se define como conservador y nacionalista, tanto cultural y económicamente, estando en contra de lo que ellos llaman "intervención extranjera en la economía". El partido también se posiciona abiertamente contra el matrimonio entre personas del mismo sexo, el aborto, la enseñanza de la ideología de género en las escuelas y la legalización recreativa del cannabis; y defiende la mayor participación de las Fuerzas Armadas en el gobierno, la unión entre religión y Estado y la sustitución de la Constitución de 1988 por una nueva.
Tras la muerte de Levy Fidelix y la afiliación al partido del influenciador Pablo Marçal, el partido adoptó una nueva fase, inspirada en su visión del mundo, acuñando el nombre de "Governalismo"
Según Marçal, "el Governalismo se basa en la idea de que cada brasileño es único y nació con la misión de gobernarse a sí mismo, a su familia y a su esfera de influencia" y que "valora la individualidad de cada brasileño, por lo que la libertad, el respeto a las diferencias y la tolerancia son principios fundamentales".
El Governalismo propone superar la actual polarización del país, donde, según el propio autor, las ideas capitalistas (derecha) y socialistas (izquierda) tienen limitaciones y provocan "la división nacional entre dos extremos, llevando a los brasileños a verse como enemigos por el simple hecho de pensar diferente. Esto consume todas las energías y desvía la atención del futuro, creando un ambiente de odio, intolerancia y miedo".
El influencer sostiene que esta división, que comenzó en la Revolución Francesa, obstaculiza "el avance de la nación hacia el desarrollo sostenible y la prosperidad". También ha declarado en varias ocasiones que no es "ni capitalista ni comunista"
Para esta ideología, el papel del Estado es ayudar a las personas a cumplir su misión en la sociedad. "El Estado debe ser un apoyo, no un límite". Con ello, "aboga por la descentralización y por acciones específicas del Estado para promover el progreso de las familias". Para reiterar: el Estado debe desempeñar un papel complementario, "fomentando el desarrollo de las familias, las categorías y las regiones en función de sus necesidades específicas".
El Governalismo propone tres pilares que sustentan todas las acciones y proyectos: Virtualización, Empresarialización y Cambio de Mentalidad - V.E.M.

## Controversias
Además de Levy Fidelix, el PRTB ya tuvo miembros polémicos, implicados en controversias, como el expresidente de la república Fernando Collor de Mello, que fue candidato a alcalde de São Paulo por el partido en el año 2000. El partido también es acusado de promover teorías de la conspiración en las redes sociales, como teorías sobre los Illuminati, y noticias falsas. En 2017, se descubrió que el PRTB habría financiado el sitio de noticias con alineación política de derecha Folha Política, considerado por algunos como productor de noticias falsas, además de las páginas de Facebook Movimiento Contra Corrupción y TV Revolta. Según el partido, lo que hubo fue una contratación de servicios de la empresa que los administra.
El partido también es acusado de tener vínculos con grupos de extrema derecha neonazis, habiendo casi llegado a participar en un evento organizado por estos grupos, que posteriormente fue cancelado.

## Resultados electorales

### Elecciones presidenciales
|  | 0,06 % |

|  | 0,43 % |

|  | 46,03 % |

|  | 55,13 % |

### Elecciones parlamentarias
|  | 0,1 % |

|  | 0,3 % |

|  | 0,2 % |

|  | 0,3 % |

|  | 0,5 % |

|  | 0,7 % |